# Robert I d'Hesbaye
Robert I, Rodbertus, Ruodbertus, Rotpertus, Erodbert, fou comte d'Hesbaye, fill de Lambert d'Hesbaye (comte a Hesbaye i a Nèustria).
Apareix esmentat pel tercer continuador de la Gesta Abbatum Trudonensium com "Robertus comes vel dux Hasbanie" el 715 i s'esmenta una carta del 7 d'abril del 742 en la que donava propietat a la vila Sarcinio al país d'Hesbaye, en favor del monestir de Sant Trudon. Fou també comte de Worms i d'Oberheingau vers 750, i missus imperial a Itàlia el 741, 757, 758; fou comte palatí vers 741/742. Robert I d'Hesbaye es va casar cap al 730 amb Williswinda, filla del comte Adalelm. Era un dels fidels més propers a Carles Martell. La seva intervenció com a missus reial amb l'abat Fulrad de Saint-Denis està testimoniada al començament de l'any 757 en les negociacions entre el papa Esteve I (752-757) i el duc Desideri que aspira a la corona llombarda. Va tenir per fills a: Cancor, esmentat com a comte, fundador del monestir de Lorsch (Hessen, Alemanya) i ancestre de la família dels popponians; Thurimbert (nascut cap a 740, mort després de 770), comte d'Hesbaye, pare de Robert II d'Hesbaye que segueix; i un possible tercer fill anomenat Ingramn (Enguerrand) que és considerat generalment com el pare de l'emperadriu Ermengarda d'Hesbaye, casada amb Lluís el Pietós. Va morir abans del 764.

## Nota
1. ↑  al lloc de la Fundació de Genealogia Medieval o a altres autors com Hervé Pinoteau, Ingramm no és considerat pas el fill de Robert I d'Hesbaye